# Tündérlak
Tündérlak (horvátul: Lapšina), falu  Horvátországban, Muraköz megyében. Közigazgatásilag Muraszentmárton községhez tartozik.

## Fekvése
Csáktornyától 20 km-re északnyugatra, községközpontjától Muraszentmártontól 2 km-re nyugatra a Mura jobb partján fekszik.

## Története
A települést 1448-ban "Lapschin" alakban említik először. 1456-ig a Cilleiek birtoka volt. Ezután a Cilleiek többi birtokával együtt Vitovec János horvát bán szerezte meg,  de örökösei elveszítették. Hunyadi Mátyás Ernuszt János budai nagykereskedőnek és bankárnak adományozta, aki megkapta a horvát báni címet is. A csáktornyai uradalom részeként  1540-ben a csáktornyai Ernusztok kihalása után rövid ideig a Keglevich családé, majd 1546-ban I. Ferdinánd király adományából a Zrínyieké lett. A 16. század végén a Zrínyiek bizalmi embere Malikóczy Miklós bajcsai várkapitány várat is építtetett ide. 
Miután Zrínyi Pétert 1671-ben felségárulás vádjával halálra ítélték és kivégezték minden birtokát elkobozták, így a birtok a kincstáré lett.  1715-ben III. Károly a Muraközzel együtt gróf Csikulin Jánosnak adta zálogba, de a király 1719-ben szolgálatai jutalmául elajándékozta Althan Mihály János cseh nemesnek. 1791-ben gróf Festetics György vásárolta meg és ezután 132 évig a tolnai Festeticsek birtoka volt.
Vályi András szerint " LAPSINA. Horvát falu Szala Várm. földes Ura G. Álthán Uraság, lakosai katolikusok, fekszik Szent Mártonnak szomszédságában, és annak filiája, határja is hozzá hasonlító."
1910-ben 205, többségben horvát lakosa volt, jelentős magyar kisebbséggel. 1920-ig Zala vármegye Csáktornyai járásához tartozott.  Egykor Györgyiketündérlak-Nemesbükkösd néven Györgyike és Nemesbükkösd falvakkal alkotott közös közigazgatási egységet, később Muraszentmártonhoz csatolták. 2001-ben 182 lakosa volt.

## Nevezetességei
Egykori várát Malikóczy Miklós bajcsai várkapitány gróf Zrínyi György belső tanácsosa építette a 16. század utolsó éveiben a lerombolt Gradiscsak vára helyett és itt élt 1603-ban bekövetkezett haláláig. További sorsa ismeretlen.

## Külső hivatkozások
- Muraszentmárton honlapja
- Muraszentmárton község honlapja (horvát nyelven)
- Csáktornya és más várak a Mura mentén
- Zágorec-Csuka Judit: A Zrínyiek nyomában